# V Lyncis
V Lyncis är en halvregelbunden variabel av SRB-typ i stjärnbilden Lodjuret. 
Stjärnan varierar mellan fotografisk magnitud +9,5 och 12,0 med en period som ännu inte fastslagits.